# Vladimír Bilčik
Vladimír Bilčík, né le 27 mai 1975 à Bratislava, est un homme politique slovaque. Membre du parti Ensemble-Démocratie civique (SPOLU), il est élu député européen en 2019.

## Biographie
Il est élu député européen en mai 2019.